# Escalpelamento

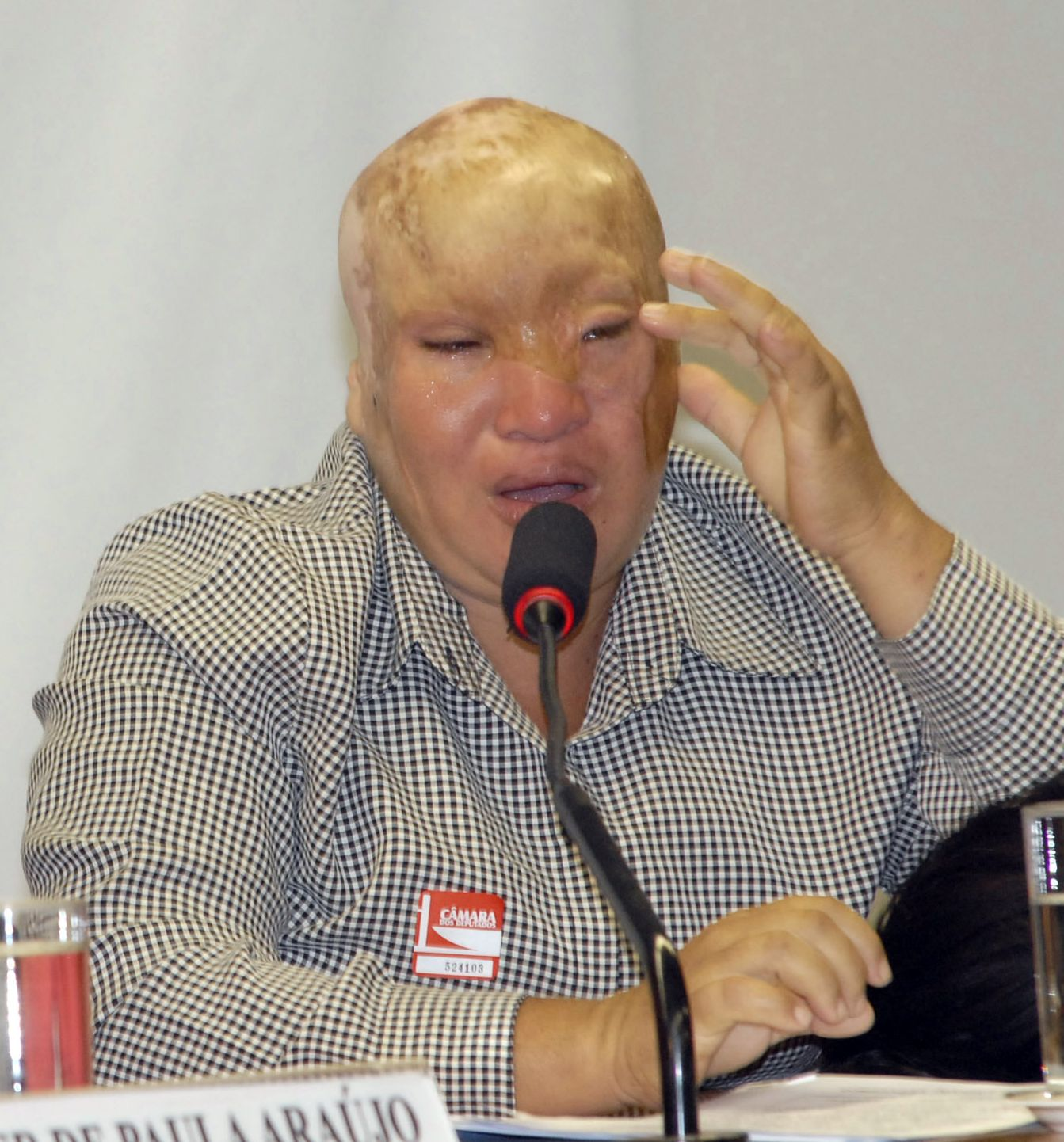
A presidente da Associação das Mulheres Escalpeladas do Amapá, durante reunião da Comissão da Amazônia, Integração Nacional e de Desenvolvimento Regional, na Câmara dos Deputados do Brasil. foto: Antonio Cruz/Agência Brasil

Escalpelamento é o arrancamento do escalpo humano, acidental ou proposital, neste último caso como forma de tortura ou coleção de espólios de combate.
O escalpelamento é um problema muito recorrente na Região Amazônica, onde acidentes com motores de barcos que, num descuido, prendem e arrancam o couro cabeludo de mulheres que viajam nas "voadoras", como são chamados os pequenos barcos naquela região. Esse fato desperta até a atuação do poder público e de ONGs, que estão com projetos para desenvolver uma proteção barata ou gratuita para esses pequenos barcos a motor, a fim de evitar a repetição de acidentes desse tipo.

## Ocorrência
O acidente ocorre quando as vítimas, ao se aproximarem do motor por acaso, tem seus cabelos repentinamente puxados pelo eixo. A forte rotação ininterrupta do motor ao enrolar os cabelos em torno do eixo, arranca inexoravelmente todo ou parte do escalpo da vítima, inclusive orelhas, sobrancelhas e por vezes uma enorme parte da pele do rosto e pescoço, levando a deformações graves e até a morte.
No dia 14 de Janeiro de 2010, o presidente do Brasil, Luiz Inácio Lula da Silva, sancionou a Lei 12.199/2010 que institui o dia 28 de agosto como "Dia Nacional de Combate e Prevenção ao Escalpelamento".
No dia 20 de janeiro de 2011, em Belém, Pará, a primeira ONG  dedicado às vítimas escalpelamento está configurado. A ONG trata de assistência psicológica e ajuda as vítimas com a sua reintegração no mercado de trabalho após a cirurgia e a recuperação.